# Елісон Брі
Е́лісон Брі Шермергорн (англ. Alison Brie Schermerhorn, нар. 29 грудня 1982) — американська акторка, сценаристка, режисерка та продюсерка. Відома за телесеріалами «Божевільні» (2007-15), «Спільнота» (2009-15) та «БЛИСК» (2017-19).

## Особисте життя
З травня 2012 року зустрічалася з Дейвом Франко, з яким познайомилася в 2011 році на вечірці Марді Грас в Новому Орлеані 25 серпня 2015 року пара оголосила про заручини. Одружилися 13 березня 2017 року. Чайлдфрі.
Елісон Брі повідомила про свою бісексуальність у 2023 році.

## Фільмографія

### Акторка
| Рік       |    | Українська назва                | Оригінальна назва                 | Роль                  |
| --------- | -- | ------------------------------- | --------------------------------- | --------------------- |
| 2004      | кф | Вкрадена поема                  | Stolen Poem                       | Аліса                 |
| 2006      | с  | Ганна Монтана                   | Hannah Montana                    | Ніна                  |
| 2007      | ф  | Дікі Смолз: Від ганьби до слави | Dickie Smalls: From Shame to Fame | Мая                   |
| 2007      | ф  | Народження                      | Born                              | Мері Елізабет Мартіно |
| 2007—2015 | с  | Божевільні                      | Mad Men                           | Труді Кемпбелл        |
| 2008      | ф  | Парасомнія                      | Parasomnia                        | Дарсі                 |
| 2008      | ф  | Покриття                        | The Coverup                       | Грейс                 |
| 2008      | кф | Бадді-н-Енді                    | Buddy 'n' Andy                    | Мішель                |
| 2008      | тф | Останній урок                   | The Deadliest Lesson              | Ембер                 |
| 2008      | кф | Спасіння, Техас                 | Salvation, Texas                  | Ліза Солтер           |
| 2009      | кф | Наша одна ніч                   | Us One Night                      | Елісон                |
| 2009—2015 | с  | Спільнота                       | Community                         | Енні Едісон           |
| 2010      | кф | Домашній фронт                  | The Home Front                    | Ганна                 |
| 2010      | ф  | Малинова магія                  | Raspberry Magic                   | Міс Бредлі            |
| 2010      | ф  | Монтана Амазон                  | Montana Amazon                    | Елла Дандерхед        |
| 2011      | ф  | Крик 4                          | Scream 4                          | Ребекка Волтерс       |
| 2011      | мс | Робоцип                         | Robot Chicken                     | Марта Стюарт          |
| 2012      | ф  | Зберегти дату                   | Save the Date                     | Бет                   |
| 2012      | ф  | 5 років майже одружені          | The Five-Year Engagement          | Сюзі Барнс            |
| 2012      | с  | ССНТ:СД:СА::                    | NTSF:SD:SUV::                     | Жоні                  |
| 2012      | мс | Американський тато              | American Dad!                     | Ліндсі                |
| 2013      | ф  | Королі літа                     | The Kings of Summer               | Гезер Той             |
| 2013      | мс | Вища школа США!                 | High School USA!                  | Місс Темпл            |
| 2013      | мс | Коп з сокирою                   | Axe Cop                           | Гарна дівчина Бобс    |
| 2014      | мф | Лего. Фільм                     | The Lego Movie                    | Принцеса Кицька       |
| 2014      | ф  | Голі перці                      | Search Party                      | Елізабет              |
| 2014      | с  | Комедійний бах! Бах!            | Comedy Bang! Bang!                | Камео                 |
| 2014—2020 | мс | Кінь БоДжек                     | BoJack Horseman                   | Діана Нгуен           |
| 2015      | с  | Битва фонограм                  | Lip Sync Battle                   | Камео                 |
| 2015      | ф  | Кохання без зобов'язань         | Sleeping with Other People        | Лейні Далтон          |
| 2015      | ф  | Тримайся                        | Get Hard                          | Алісса Барроу         |
| 2015      | ф  | Не менш дивно, ніж кохання      | No Stranger Than Love             | Люсі Шеррінгтон       |
| 2016      | с  | Вчителі                         | Teachers                          | Лорен Ларк            |
| 2016      | с  | Доктор Торн                     | Doctor Thorne                     | Марта Данстейбл       |
| 2016      | ф  | В активному пошуку              | How to Be Single                  | Люсі                  |
| 2016      | ф  | Джоші                           | Joshy                             | Рейчел                |
| 2016      | ф  | Полювання на роботу             | Get a Job                         | Таня Селлерс          |
| 2016      | ф  | Сім'янин                        | A Family Man                      | Лінн Вогель           |
| 2017      | с  | Доктор Кен                      | Dr. Ken                           | Камео                 |
| 2017—2019 | с  | БЛИСК                           | GLOW                              | Рут Вайлдер           |
| 2017      | ф  | Маленькі години                 | The Little Hours                  | Сестра Алессандра     |
| 2017      | ф  | Горе-творець                    | The Disaster Artist               | Ембер                 |
| 2017      | ф  | Секретне досьє                  | The Post                          | Леллі Веймут          |
| 2018      | кф |                                 | Emmet's Holiday Party             | Унікітті              |
| 2019      | мф | Дитя погоди                     | 天気の子                          | Нацумі Суґа           |
| 2019      | с  | П'яна історія                   | Drunk History                     | Тея                   |
| 2019      | мф | Lego Фільм 2                    | The Lego Movie 2: The Second Part | Унікітті              |
| 2020      | ф  | Перспективна дівчина            | Promising Young Woman             | Медісон МакФі         |
| 2020      | ф  |                                 | Horse Girl                        | Сара                  |
| 2020      | ф  | Під наглядом                    | The Rental                        | Мішель                |
| 2020      | ф  | Щаслива пора                    | Happiest Season                   | Слоун                 |
| 2022      | ф  |                                 | Spin Me Round                     | Еллі                  |
| 2023      | ф  | Фрілансер                       | Freelance                         | Клер Веллінгтон       |
| 2025      | ф  | Одне ціле                       | Together                          | Міллі Вілсон          |
| 2026      | ф  | Володарі всесвіту               | Masters of the Universe           | Евіл-Лін              |

### Режисерка, сценаристка, продюсерка
| Рік  |   | Українська назва | Оригінальна назва | Роль                                      |
| ---- | - | ---------------- | ----------------- | ----------------------------------------- |
| 2016 | с | Вчителі          | Teachers          | виконавча продюсерка                      |
| 2019 | с | БЛИСК            | GLOW              | режисерка, епізод: "Hollywood Homecoming" |
| 2020 | ф |                  | Horse Girl        | сценаристка, продюсерка                   |
| 2020 | с |                  | Marvel's 616      | режисерка, епізод: "Spotlight"            |
| 2022 | ф |                  | Spin Me Round     | сценаристка                               |

## Озвучування відеоігор
| Рік  | Назва                   | Персонаж          | Посилання |
| ---- | ----------------------- | ----------------- | --------- |
| 2015 | Lego Dimensions         | принцеса Унікітті | [ 12 ]    |
| 2016 | Marvel Avengers Academy | Чорна вдова       | [ 13 ]    |

## Нагороди та номінації
| Рік  | Нагорода                            | Категорія                                            | Номінація    | Результат |
| ---- | ----------------------------------- | ---------------------------------------------------- | ------------ | --------- |
| 2009 | «Премія Гільдії кіноакторів»        | Найкращий акторський склад у драматичному серіалі    | «Божевільні» | Перемога  |
| 2012 | «Телевізійна премія Вибір критиків» | Найкраща акторка другого плану в комедійному серіалі | «Спільнота»  | Номінація |
| 2012 | «Премія TV Guide»                   | Улюблений ансамбль                                   | «Спільнота»  | Перемога  |
| 2018 | «Телевізійна премія Вибір критиків» | Найкраща акторка в комедійному серіалі               | «БЛИСК»      | Номінація |
| 2018 | «Супутник»                          | Найкраща акторка в комедійному серіалі або мюзиклі   | «БЛИСК»      | Номінація |
| 2018 | «Золотий глобус»                    | Найкраща акторка в комедійному серіалі або мюзиклі   | «БЛИСК»      | Номінація |
| 2018 | «Премія Гільдії кіноакторів»        | Найкращий акторський склад у комедійному серіалі     | «БЛИСК»      | Номінація |
| 2018 | «Премія Гільдії кіноакторів»        | Найкраща жіноча роль у комедійному серіалі           | «БЛИСК»      | Номінація |
| 2019 | «Супутник»                          | Найкраща акторка в комедійному серіалі або мюзиклі   | «БЛИСК»      | Номінація |
| 2019 | «Золотий глобус»                    | Найкраща акторка в комедійному серіалі або мюзиклі   | «БЛИСК»      | Номінація |
| 2019 | «Премія Гільдії кіноакторів»        | Найкращий акторський склад у комедійному серіалі     | «БЛИСК»      | Номінація |
| 2019 | «Премія Гільдії кіноакторів»        | Найкраща жіноча роль у комедійному серіалі           | «БЛИСК»      | Номінація |
| 2020 | «Телевізійна премія Вибір критиків» | Найкраща акторка в комедійному серіалі               | «БЛИСК»      | Номінація |
| 2020 | «Супутник»                          | Найкраща акторка в комедійному серіалі або мюзиклі   | «БЛИСК»      | Номінація |